# Harchies
Harchies is een dorp in de Belgische provincie Henegouwen, en een deelgemeente van de Waalse gemeente Bernissart.
De naam  Harchies  betekent  villa van Harico (Hariciacum in het Romeins). Harchies staat bekend om de Moerassen van Harchies.
Harchies was een zelfstandige gemeente, tot die bij de gemeentelijke herindeling van 1965 toegevoegd werd aan de gemeente Bernissart.
Van 1899 tot 1965 werd in Harchies steenkool ontgonnen. Een eerdere poging in 1804 door graaf de Mérode werd wegens mijnwaterproblemen in 1808 stopgezet.

## Bezienswaardigheden
- De Onze-Lieve-Vrouwekerk (Église de la Sainte-Vierge) is een neoclassicistisch kerkgebouw van 1836 met een toren van 1762.
- Het Mijnmuseum (Musée de la Mine), gevestigd in de voormalige kantoren van de mijn, toont tal van voorwerpen die verband houden met de steenkoolwinning in Harchies.
- Een Cité, genaamd Coron du Charbonnage, werd gebouwd voor de mijnwerkers.

## Natuur en landschap
De Moerassen van Harchies vormen een belangrijk natuurgebied. Harchies wordt omringd door drie kanalen: het Kanaal Nimy-Blaton-Péronnes, het Kanaal Pommerœul-Condé en het Kanaal Pommerœul-Antoing. De hoogte aan de kerk bedraagt 29 meter.

## Demografische ontwikkeling
- Bronnen:NIS, Opm:1831 tot en met 1970=volkstellingen, 1976= inwoneraantal op 31 december

## Zie ook

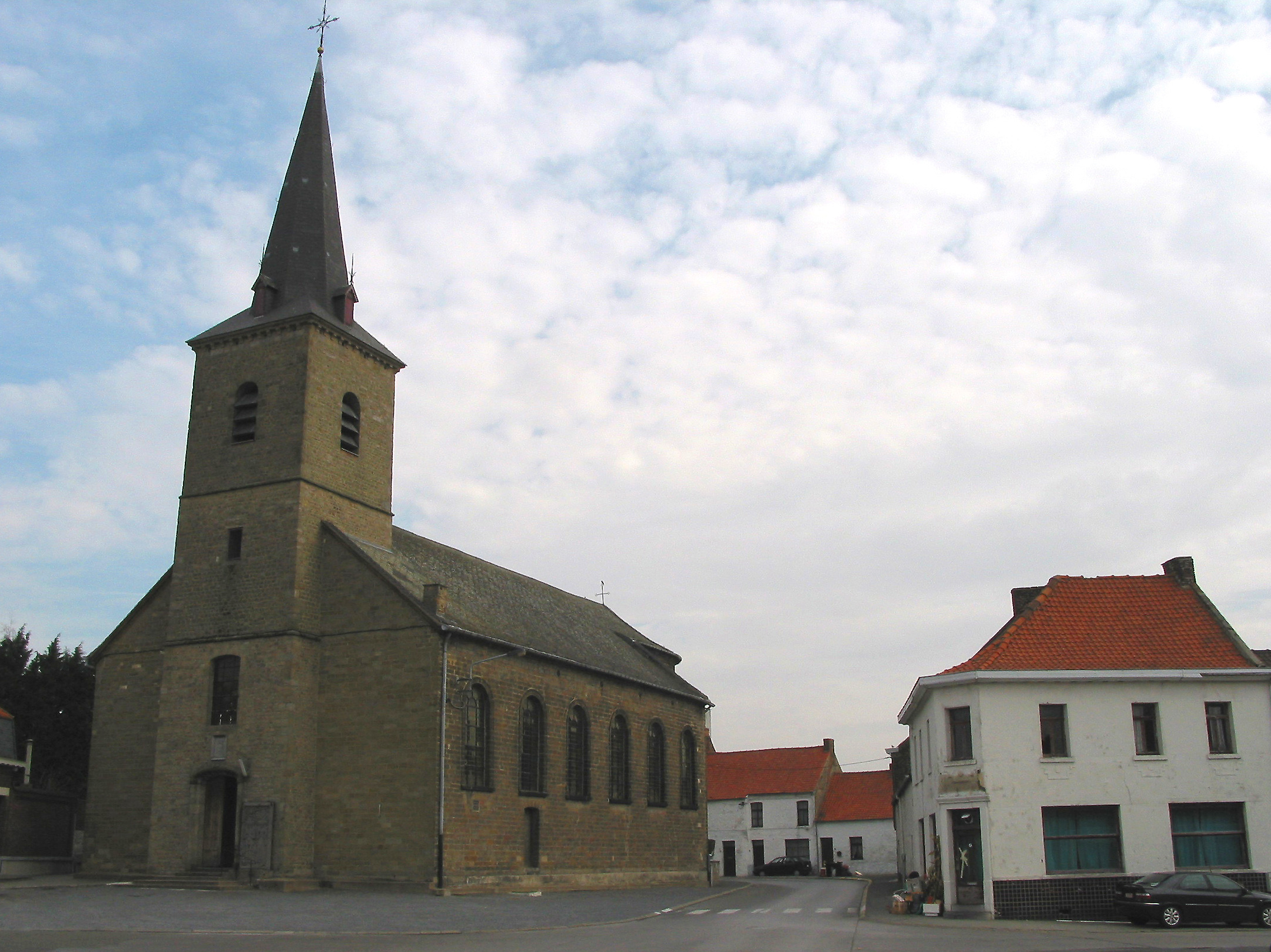
Het dorp.
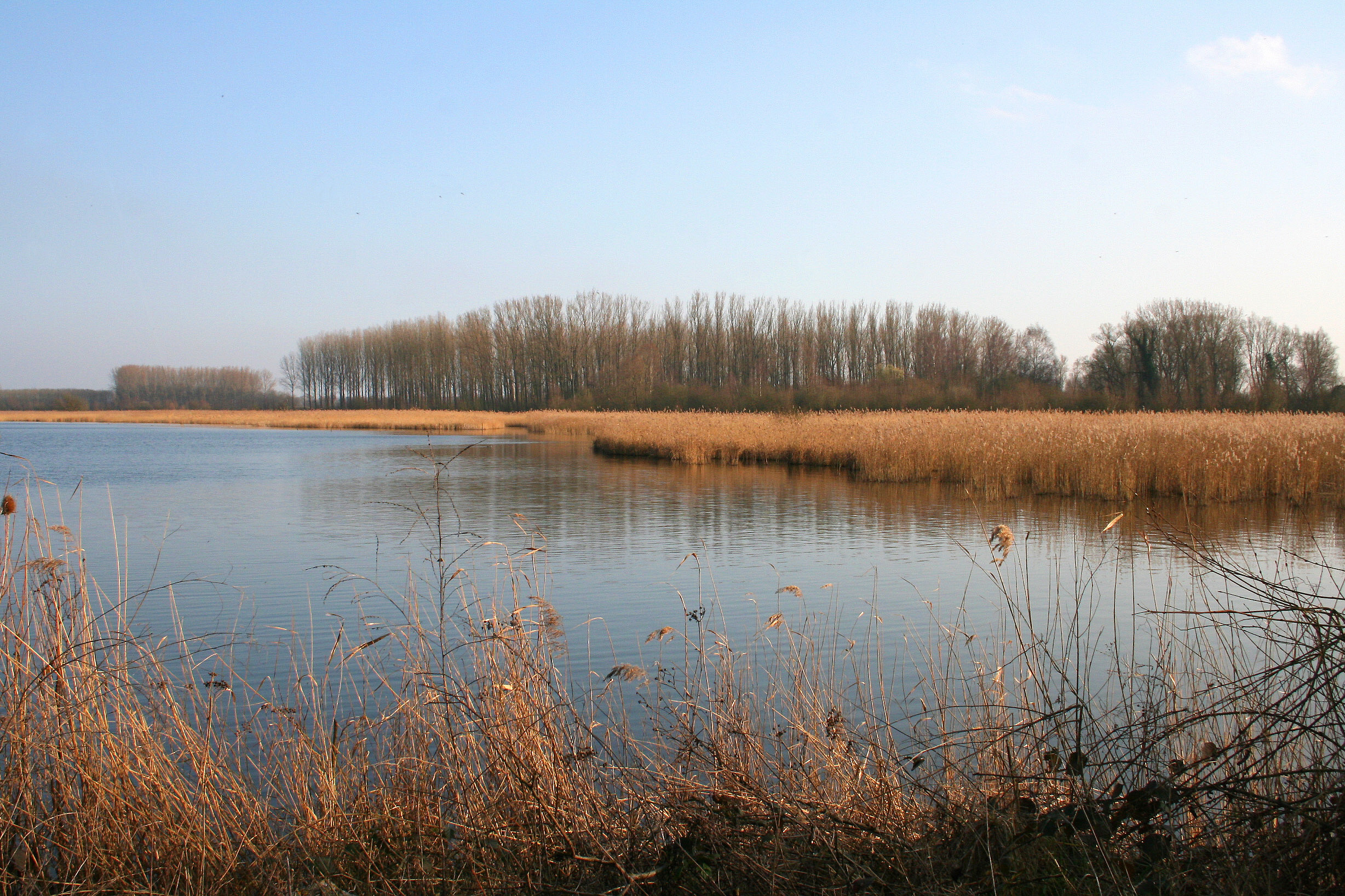
Moerassen van Harchies
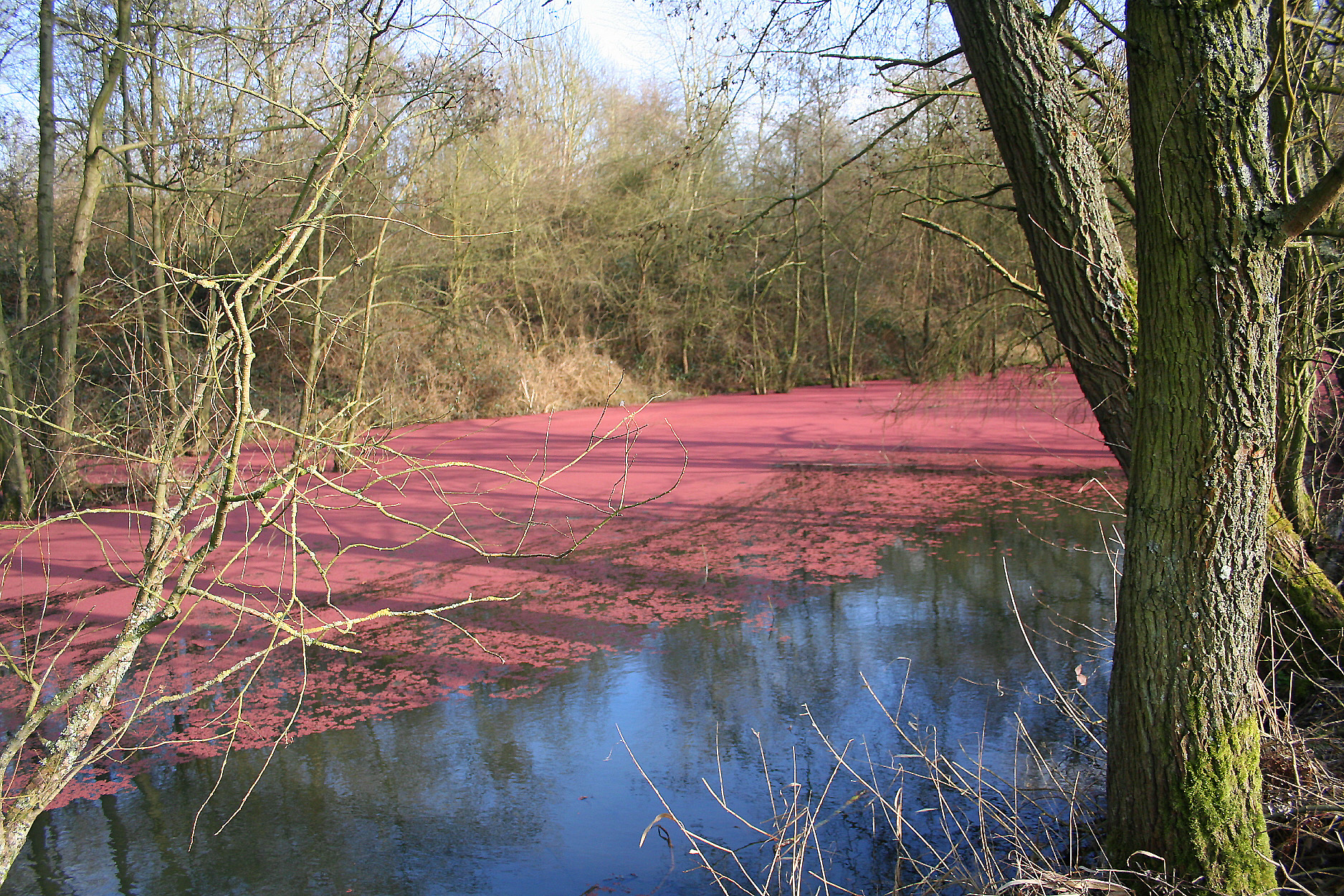
Moerassen van Harchies

## Nabijgelegen kernen
Bernissart, Blaton, Grandglise, Stambruges, Pommeroeul, Hensies